# 细叶菊
细叶菊（学名：Dendranthema maximowiczii）为菊科菊属的植物。分布在俄罗斯、朝鲜以及中国大陆的内蒙古、东北等地，生长于海拔1,250米的地区，多生长在湖边、山坡或沙丘上，目前尚未由人工引种栽培。